# Jana Hora-Goosmann

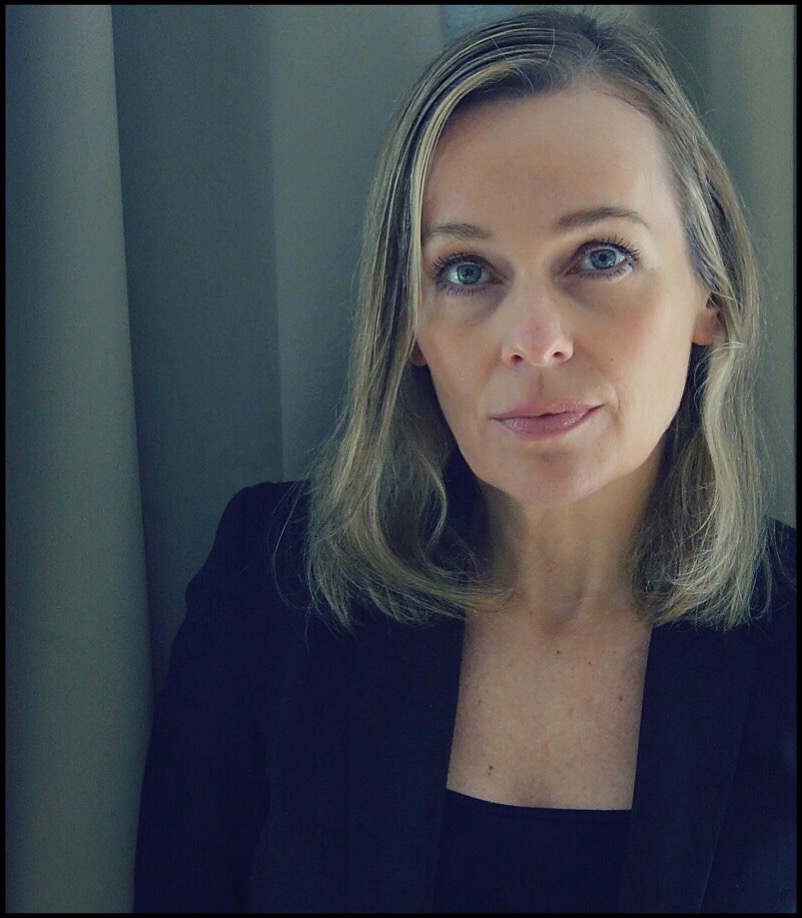
Jana Hora-Goosmann (2016)

Jana Hora-Goosmann (* 8. Dezember 1967 als Jana Hora in Prag, Tschechoslowakei) ist eine deutsche Schauspielerin.

## Leben
Jana Hora erhielt ihre Ausbildung an der Schauspielschule des Theaters der Keller in Köln. Fast zehn Jahre später nutzte sie eine längere Drehpause, um in Los Angeles erneut Schauspielunterricht zu nehmen.
Seit den 1990er Jahren ist sie in zahlreichen deutschen Fernsehfilmen und -serien zu sehen. So spielte sie ab 1995 die Polizistin ‚Stefanie Vorath‘ in der RTL-Serie Die Wache. In ihrer Vita finden sich zum Beispiel eine Tatort-Episode oder auch die mit dem Grimme-Preis ausgezeichnete Mini-Serie Im Angesicht des Verbrechens (2010). In der Jugendserie Das Haus Anubis (2009–12) spielte sie die Lehrerin ‚Doris Engel‘.
Im Dezember 2012 erschien  im Eigenverlag ihr Debütroman Wenn einer geht, folgen alle anderen. Seit ihrer Hochzeit im Oktober 2011 führt die Schauspielerin den Doppelnamen Hora-Goosmann. Im Dezember 2018 erschien im Eigenverlag ihr zweiter Roman Skin-Slip: Berlin ist ein Dorf! 
Ab 2020 spielte sie in der Telenovela Rote Rosen als ‚Mona Herzberg‘ mit.

## Filmografie
- 1992: Tisch und Bett
- 1995: Jede Menge Leben
- 1993–1995: Stadtklinik (Fernsehserie, 35 Folgen)
- 1995: Jede Menge Leben (Fernsehserie)
- 1995–1999: Die Wache (Fernsehserie)
- 1997: Und im Keller gärt es
- 1997: Die Rückreise
- 1999, 2001: SK Kölsch  (Fernsehserie, Folgen 1x06, 2x04)
- 1998: Zielfahnder
- 1999: Himmel & Erde
- 1999: Wilsberg und die Tote im See
- 1999: Die Spur meiner Tochter
- 1999–2002: Die Nesthocker (Fernsehserie, 19 Folgen)
- 2000: Tatort – Tatort: Bittere Mandeln
- 2000: Geisterjäger John Sinclair (Fernsehserie, 8 Folgen)
- 2000: Für alle Fälle Stefanie (Fernsehserie, 3 Folgen)
- 2001: Doppelter Einsatz (Fernsehserie, Folge 7x03)
- 2001: Alarm für Cobra 11 – Die Autobahnpolizei (Fernsehserie, Folge 10x06)
- 2002: Mädchen, böses Mädchen
- 2003, 2005: SOKO Leipzig (Fernsehserie, Folgen 3x18, 5x20)
- 2003: Hallo Robbie! (Fernsehserie, Folge 2x08)
- 2003: Körner und Köter (Fernsehserie, Folge 1x08)
- 2004: Berlin, Berlin (Fernsehserie, Folge 3x10)
- 2004: In aller Freundschaft (Fernsehserie, Folge 7x17)
- 2006: SOKO Wismar (Fernsehserie, Folge 3x04)
- 2006: Küstenwache (Fernsehserie, Folge 10x09)
- 2006, 2007: Marienhof (Fernsehserie, Nebenrolle; Vivian Wieland)
- 2007: Suchkind 312
- 2009: Jürgensplatz
- 2010: Unser Charly (Fernsehserie, Folge 15x11)
- 2009–2012: Das Haus Anubis (Fernsehserie, 364 Folgen)
- 2010: Der letzte Bulle (Fernsehserie, Folge 1x07)
- 2010: Im Angesicht des Verbrechens (Fernsehserie, Folgen 1x05–1x06)
- 2010–2018: Aktenzeichen XY … ungelöst (Fernsehsendung, 6 Folgen)
- 2013: Willkommen im Club
- 2014: Gute Zeiten, schlechte Zeiten (Fernsehserie, 5 Folgen)
- 2018: Beck is back!
- 2018: Alles was zählt (Fernsehserie, 1 Folge)
- 2020: Kryger bleibt Krüger
- 2020–2022: Rote Rosen (Fernsehserie, 240 Folgen)

## Theater
- 1991: Theater der Keller Köln: Arsen und Spitzenhäubchen
- 1991–1993: Millowitsch-Theater (div. Stücke)
- 1992: Bühne 48 Köln: Bildung für Rita
- 2002: BKA Luftschloss Berlin: Die Polizeii